# Casarão da Fazenda Tatu
O Casarão da Fazenda Tatu é a construção mais antiga do município brasileiro de Limeira, uma propriedade rural originalmente destinada ao cultivo da cana de açúcar e que foi fundada no ano de 1820. A fazenda pertencia ao Capitão Luiz Manoel de Cunha Bastos.

## Histórico
O nome da fazenda, a Fazenda Tatu, deve-se ao Ribeirão Tatuibi.

## Leituras adicionais
- Marcela M. P. Mineo. Do Rancho do Morro Azul ao Município de Limeira: uma proposta de Cartografia do Turismo aplicada ao patrimônio cultural material; São Paulo, 2016.